# Đảng của những người Cộng sản Cộng hòa Moldova
Đảng của những người Cộng sản Cộng hòa Moldova (tiếng Moldova: Partidul Comuniştilor din Republica Moldova (PCRM), tiếng Nga: Партия коммунистов Республики Молдова, La Tinh hóa: Partiya kommunistov Respubliki Moldova) là một trong các chính đảng ở Moldova. Đảng cộng sản này có lãnh đạo là Vladimir Voronin. Đây là đảng cộng sản duy nhất chiếm đa số trong chính phủ ở các quốc gia hậu Xô Viết. Một đảng cộng sản khác được thành lập năm 2012, Đảng Cộng sản Moldova (2012) cho rằng đảng của họ mới là đảng cộng sản, còn đảng của những người Cộng sản này là một đảng xã hội dân chủ. Đảng Cộng sản Moldova (2012) là chính đảng đối lập hiện nay ở Moldova. Sau cuộc bầu cử quốc hội tháng 7 năm 2009, Liên minh vì liên kết châu Âu đã tạo ra một liên minh cầm quyền đẩy Đảng Cộng sản Moldova sang thành đảng đối lập. Đảng của những Cộng sản Cộng hòa Moldova đã được đăng ký như là một đảng chính trị vào năm 1994. Đảng của những Cộng sản Cộng hòa Moldova là một phần của Mặt trận Nhân dân các lực lượng yêu nước ở thời điểm cuộc bầu cử tổng thống năm 1996, trong đó Voronin vẫn được xem là ứng cử viên của liên minh và đã giành được 10,3% số phiếu bầu, xếp ở vị trí thứ 3. Đảng này ủng hộ Petru Lucinschi ở vòng thứ hai của cuộc bầu cử, và sau chiến thắng Lucinschi, Đảng của những Cộng sản Cộng hòa Moldova đã nằm ở vị trí thứ hai trong chính phủ.